# Soulside Journey
Soulside Journey — дебютный студийный альбом норвежской метал-группы Darkthrone, вышедший в 1991 году.

## Об альбоме
Первый тираж (1991 год) был оформлен в виде диска красного цвета, белого логотипа группы, двухстраничный буклет без лирики. Второй тираж альбома (1991 год) был реализован в виде диска чёрного цвета, серебряного логотипа группы на обложке, двухстраничного буклета с лирикой. В 2001 году альбом был переиздан в формате Jewel Case. В 2003 году альбом был также переиздан и ремастирован с бонусом в виде интервью. Picture Disc версия альбома была лимитирована в 1000 экземпляров.

## Список композиций
1. Cromlech — 04:11
2. Sunrise over Locus Mortis[5] — 03:31
3. Soulside Journey — 04:36
4. Accumulation of Generalization — 03:17
5. Neptune Towers — 03:15
6. Sempiternal Sepulchrality — 03:32
7. Grave with a View — 03:27
8. Iconoclasm Sweeps Cappadocia — 04:00
9. Nor the Silent Whispers — 03:18
10. The Watchtower — 04:58
11. Eon — 03:39

## Участники записи
- Гюльве Нагелль (он же Fenriz) — ударные
- Dag Nilsen — бас
- Ivar Enger (Zephyrous) — ритм-гитара
- Ted Skjellum (Nocturno Culto) — ведущая гитара и вокал

## Preparing for War
Preparing for War — сборник норвежской метал-группы Darkthrone, который был издан в честь десятилетия после записи их первого полноформатного альбома Soulside Journey. Включены некоторые треки из демозаписей, выступления в Осло в 1989 году и четырёх первых полноформатных альбомов, изданных на их первом лейбле Peaceville Records (как и сам сборник).
Оформление обложки взято из демо-альбома Cromlech.

### Список композиций
1. Transilvanian Hunger — 05:59 (Transilvanian Hunger)
2. Snowfall — 09:04 (A New Dimension)
3. Archipelago — 04:52 (Thulcandra)
4. I en hall med flesk og mjød — 05:04 (Transilvanian Hunger)
5. The Pagan Winter — 06:34 (A Blaze in the Northern Sky)
6. Grave with a View — 03:27 (Soulside Journey)
7. Eon / Thulcandra — 04:51 (из выступления в Осло)
8. Soria Moria — 03:42 (из выступления в Осло)
9. Natassja in Eternal Sleep — 03:26 (Under a Funeral Moon)
10. Cromlech — 04:08 (Soulside Journey)
11. In the Shadow of the Horns — 06:57 (A Blaze in the Northern Sky)
12. Neptune Towers — 03:27 (Soulside Journey)
13. Under a Funeral Moon — 04:57 (Under a Funeral Moon)
14. Skald av Satans Sol — 04:18 (Transilvanian Hunger)
15. Iconoclasm Sweeps Cappadocia — 04:01 (Soulside Journey)